# Hey Stoopid
Hey Stoopid is een nummer van de Amerikaanse rockzanger Alice Cooper. Het is de eerste single van zijn gelijknamige, 19e studioalbum uit 1991. In mei dat jaar werd het nummer eerst in de VS en Canada op single uitgebracht en op 10 juni volgden Europa, Australië en Nieuw-Zeeland.

## Achtergrond
De plaat werd in een aantal landen een bescheiden hit, maar in thuisland de VS flopte deze met een 78e positie in de Billboard Hot 100. In Canada werd de 48e positie bereikt, Australië de 32e, Nieuw-Zeeland de 17e, Zweden de 19e, Noorwegen de 5e, Finland de 7e, de Eurochart Hot 100 de 29e en in het Verenigd Koninkrijk de 21e positie in de UK Singles Chart.
In Nederland was de plaat op vrijdag 5 juli 1991 Veronica Alarmschijf op Radio 3 en werd een radiohit in de destijds twee landelijke hitlijsten op de nationale publieke popzender. De plaat bereikte de 13e positie in de Nederlandse Top 40 en de 22e positie in de Nationale Top 100.
In België bereikte de plaat de 36e positie in de voorloper van de Vlaamse Ultratop 50 en de 21e positie in de Vlaamse Radio 2 Top 30. In Wallonië werd géén notering behaald. 